# Доннерсдорф
Доннерсдорф (нім. Donnersdorf) — громада в Німеччині, розташована в землі Баварія. Підпорядковується адміністративному округу Нижня Франконія. Входить до складу району Швайнфурт. Складова частина об'єднання громад Герольцгофен.
Площа — 26,97 км2. Населення становить 1997 ос. (станом на 31 грудня 2020).